# Histona deacetilasa 10
La histona deacetilasa 10 (HDAC10) es una enzima codificada en humanos por el gen hdac10.

## Función
Las histonas juegan un papel crucial en la regulación de la transcripción, en la progresión del ciclo celular y en procesos de desarrollo. La acetilación/desacetilación de histonas altera la estructura del cromosoma, variando así la accesibilidad de los factores de transcripción al ADN y por tanto, modulando la expresión génica. La actividad enzimática de HDAC10 determina el estado de acetilación de las histonas.

## Interacciones
La histona deacetilasa 10 ha demostrado ser capaz de interaccionar con:
- HDAC2[4]
- NCOR2[4]